# Savet za saradnju arapskih država zaliva
Savet za saradnju arapskih država zaliva (arap. مجلس التعاون لدول الخليج العربية), originalno (i još uvek kolokvijalno) poznat kao Savet za saradnju u zalivu (engl. Gulf Cooperation Council - GCC, مجلس التعاون الخليجي), regionalna je međuvladina politička i ekonomska unija koja se sastoji od svih Arapskih zemalja Persijskog zaliva izuzev Iraka, naime: Bahreina, Kuvajta, Omana, Katara, Saudijske Arabije, i Ujedinjenih Arapskih Emirata. Povelja GCC-a je potpisana 25. maja 1981. godine. Njom je zvanično osnovana ova institucija.
Sve sadašnje zemlje članice su monarhije, uključujući tri ustavne monarhije (Katar, Kuvajt i Bahrein), dve apsolutne monarhije (Saudijska Arabija i Oman) i jednu federalnu monarhiju (Ujedinjeni Arapski Emirati, koja se sastoji od sedam država članica, od kojih je svaka apsolutna monarhija sa svojim emirom). Bilo je razgovora o budućem članstvu Jordana, Maroka i Jemena.
Godine 2011, Saudijska Arabija se zalagala za transformaciju GCC-a u „Zalivsku uniju” sa čvršćom ekonomskom, političkom i vojnom koordinacijom. Jedna od motivacija ove inicijative je uravnoteživanje iranskog uticaja u regionu. Ostale članice organizacije su iznele niz primedbi ovoj inicijativi. U 2014. godini, bahreinski premijer Kalifa ibn Salman el Kalifa je napomenuo da trenutni događaji u regionu ukazuju na značaj predloga. Odbrambene snage poluostrva su vojni ogranak GCC-a formiran 1984. godine.
Kako bi umanjile svoju buduću zavisnost od nafte, države GCC-a sprovode sveobuhvatne ekonomske strukturne reforme.

## Osnivanje
Prvobitna unija od 2.673.110 km2 (1.032.093 sq mi) sastojala se od Bahreina, Kuvajta, Omana, Katara, Saudijske Arabije i Ujedinjenih Arapskih Emirata (UAE). Sporazum ekonomskog ujedinjavanja zemalja Saveta za saradnju u zalivu potpisan je 11. novembra 1981. u Abu Dabiju, UAE. Ove zemlje se često nazivaju „državama GCC-a” ili „zalivskim zemljama”.

### Ciljevi
Godine 2001, Vrhovni savet GCC-a je postavio sledeće ciljeve: 
- Carinska unija u januaru 2003
- Zajedničko tržište do 2007
- Valutna unija do 2010[15][16][17][18]

Ova regija je nova fokusna tačka za mnoge događaje, uključujući Azijske igre 2006. godine u Dohi u Kataru. Doha je takođe podnela neuspešnu prijavu za Letnje olimpijske igre 2016. godine. Katar je kasnije izabran za domaćina FIFA Svetskog prvenstva 2022, ali moguće je da bi Katar mogao da izgubi pravo da bude domaćin igara zbog svog lošeg statusa u pogledu ljudskih pravma.
Planovi oporavka regije su kritikovani zbog istiskivanja privatnog sektora, neuspeha u postavljanju jasnih prioriteta za rast, neuspeha u povraćaju slabog poverenja potrošača i investitora, i podrivanja dugoročne stabilnosti.

## Ekonomija

### Interno tržište
Zajedničko tržište pokrenuto je 1. januara 2008. sa planovima za realizaciju potpuno integrisanog jedinstvenog tržišta. To je olakšalo kretanje robe i usluga. Međutim, implementacija je zaostajala nakon finansijske krize 2009. godine. Stvaranje carinske unije počelo je 2003. godine, a završeno je i u potpunosti je funkcionisalo 1. januara 2015. godine. U januaru 2015, zajedničko tržište je takođe dodatno integrisano, što je omogućilo potpunu ravnopravnost građana GCC-a za rad u državnom i privatnom sektoru, socijalno osiguranje i penziono pokriće, vlasništvo nad nekretninama, kretanje kapitala, pristup obrazovanju, zdravstvu i drugim socijalnim uslugama u svim zemljama članicama. Međutim, neke prepreke su ostale u slobodnom kretanju roba i usluga. Koordinacija poreskih sistema, računovodstvenih standarda i civilnog zakonodavstva je trenutno u toku. U toku je i interoperabilnost profesionalnih kvalifikacija, potvrda osiguranja i ličnih dokumenata.

### Monetarna unija
U 2014. godini Bahrein, Kuvajt, Katar i Saudijska Arabija su preduzeli velike korake kako bi osigurali stvaranje jedinstvene valute. Kuvajtski ministar finansija rekao je da četiri člana napreduju u monetarnoj uniji, ali rekao je da se moraju prevazići neke „tehničke tačke”. On je dodao, „Zajedničko tržište i zajednička centralna banka takođe bi pozicionirali GCC kao jedan entitet, koji bi imao veliki uticaj na međunarodni finansijski sistem”. Primena jedinstvene valute i stvaranje centralne banke nadgleda Monetarni savet.
Trenutno do izvesnog stepena već postoji nominalna jedinstvena valuta GCC-a. Preduzeća trguju koristeći set GCC valuta, kao što je pre uvođenja evra, Evropska monetarna jedinica (ECU) dugo korištena kao nominalni medijum razmene. Planovi za uvođenje jedinstvene valute izrađeni su još 2009. godine, međutim zbog finansijske krize i političkih razlika, UAE i Oman su povukli svoje članstvo.

## Literatura
- Abramson, Seth (3. 9. 2019). Proof of Conspiracy: How Trump's International Collusion Is Threatening American Democracy. St. Martin's Press. ISBN 978-1250256713. „https://static.macmillan.com/static/macmillan/proofofconspiracy/endnotes.pdf”

## Spoljašnje veze
- Zvanični veb-sajt